# Gottfried Kiesow
Gottfried Kiesow (* 7. August 1931 in Alt Gennin, Landkreis Landsberg (Warthe); † 7. November 2011 in Wiesbaden) war ein deutscher Kunsthistoriker und Denkmalpfleger. Er gründete im Jahr 1985 die Deutsche Stiftung Denkmalschutz.

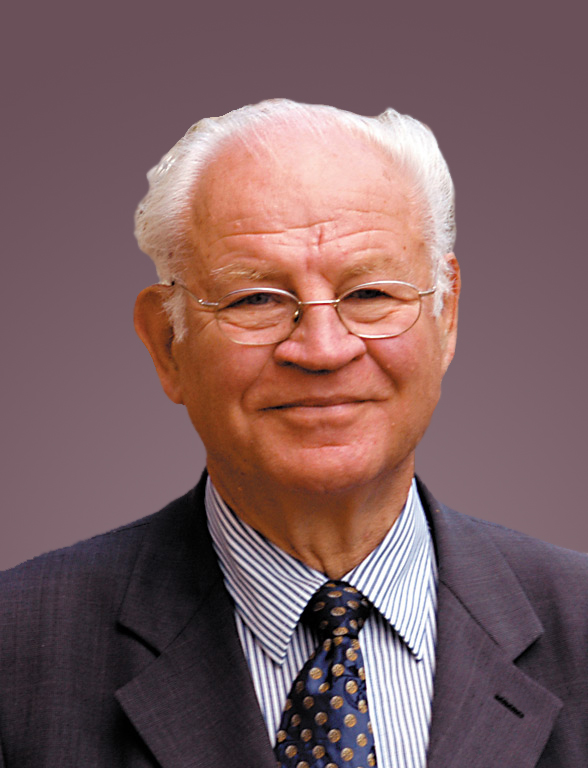
Gottfried Kiesow (2006)

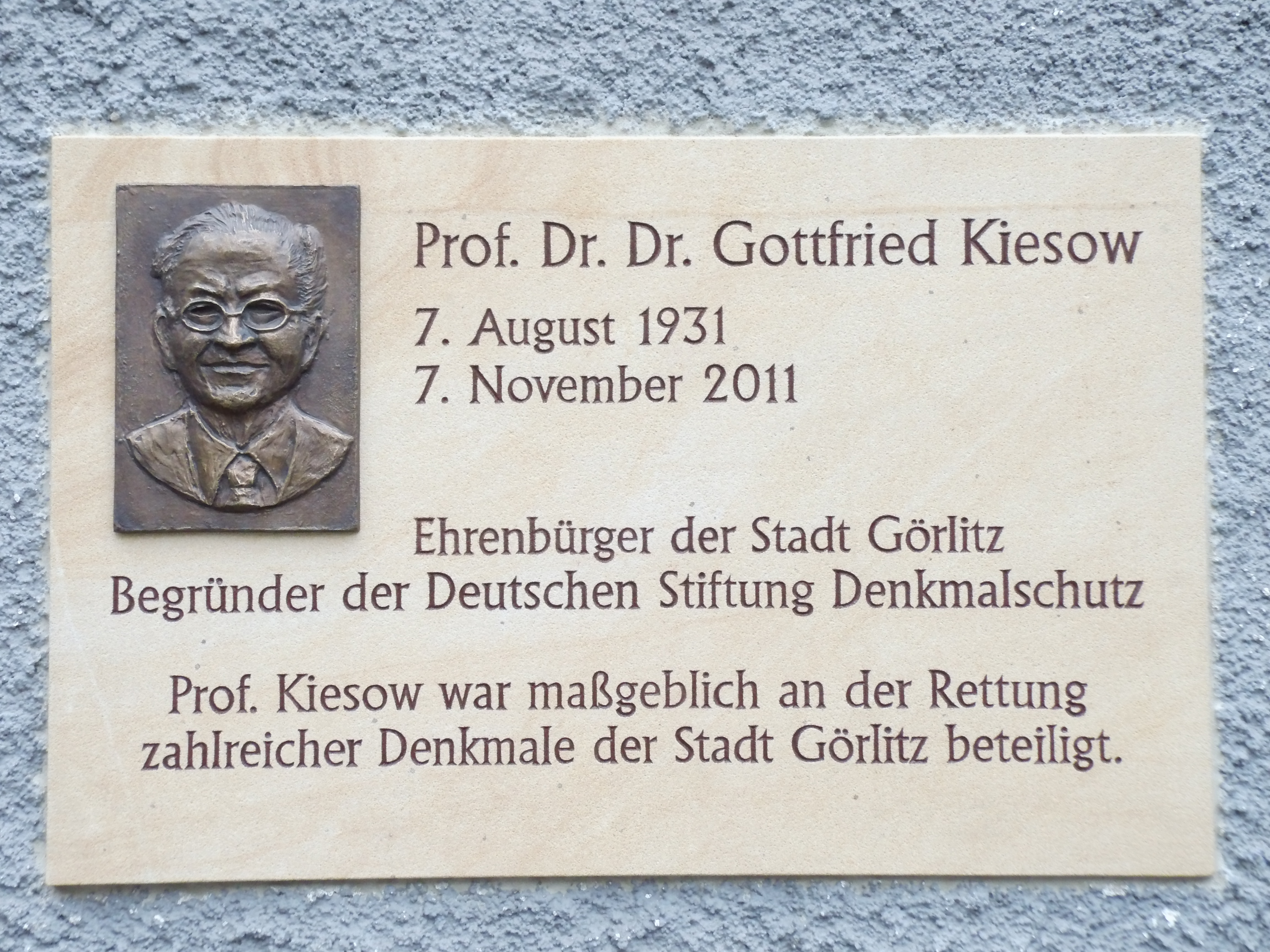
Gedenktafel für Gottfried Kiesow in Görlitz

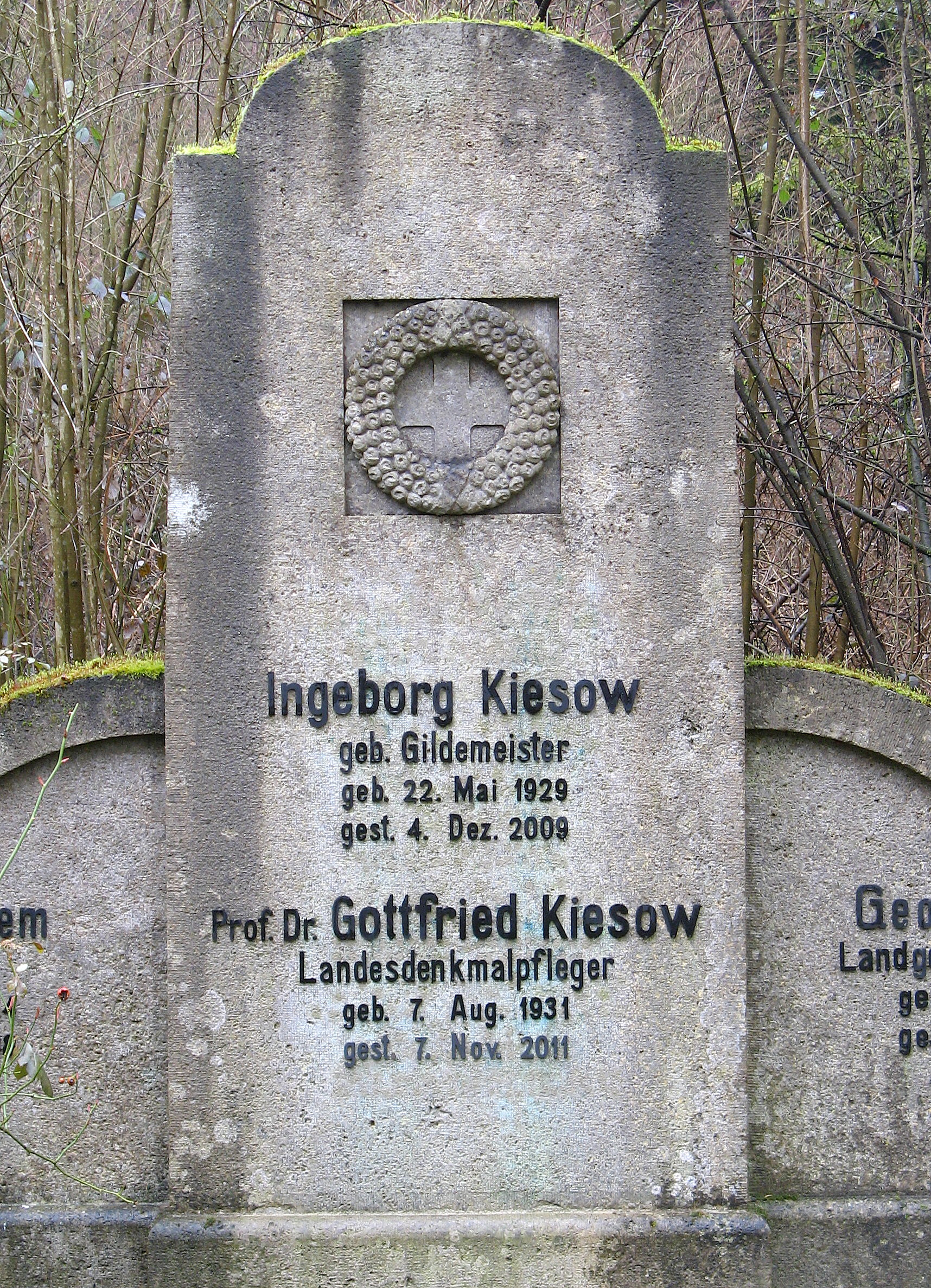
Grabmal der Familie Kiesow, auf dem Nordfriedhof in Wiesbaden

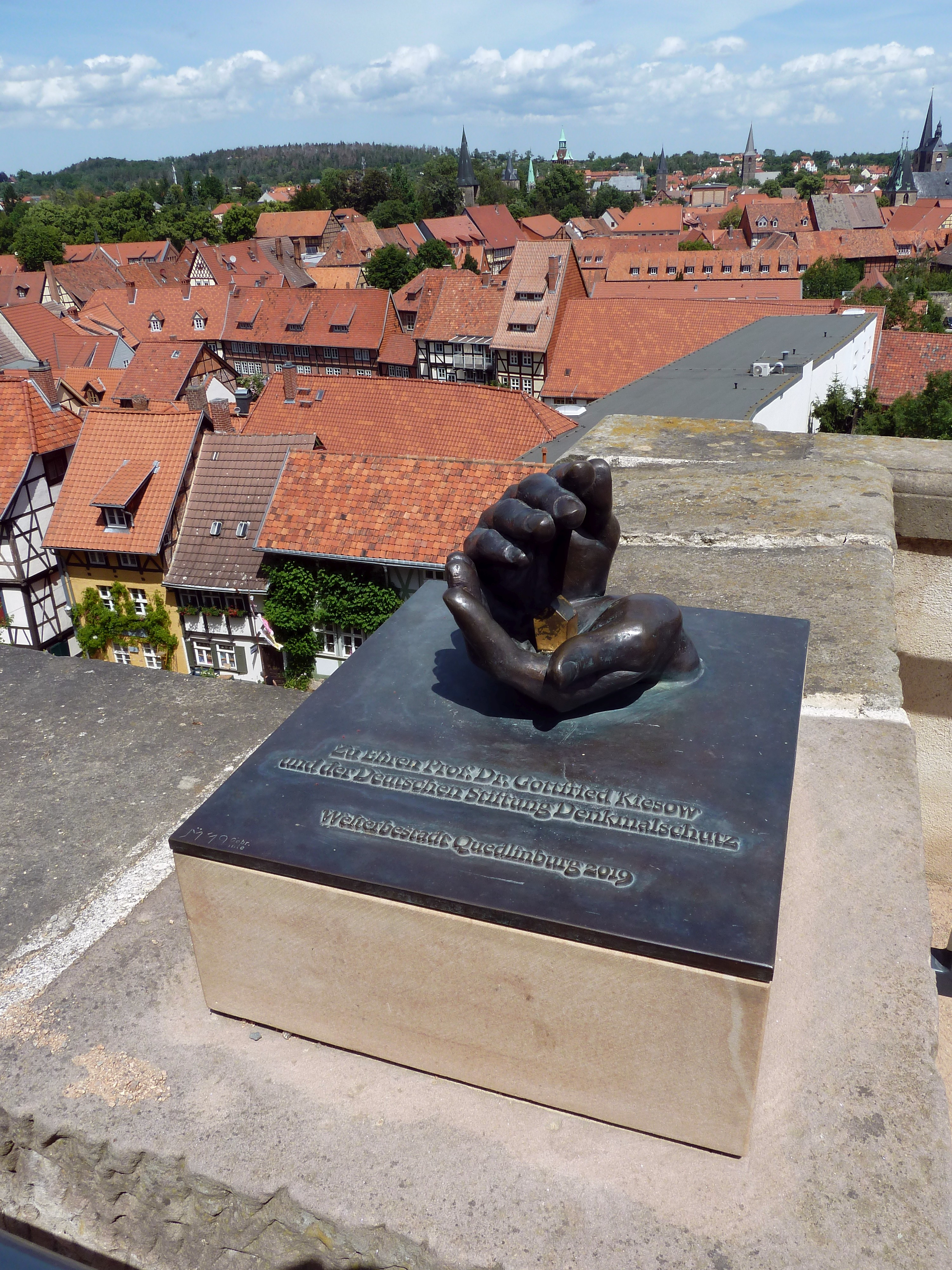
Ehrung auf dem Quedlinburger Schloßberg für 25 Jahre Welterbe

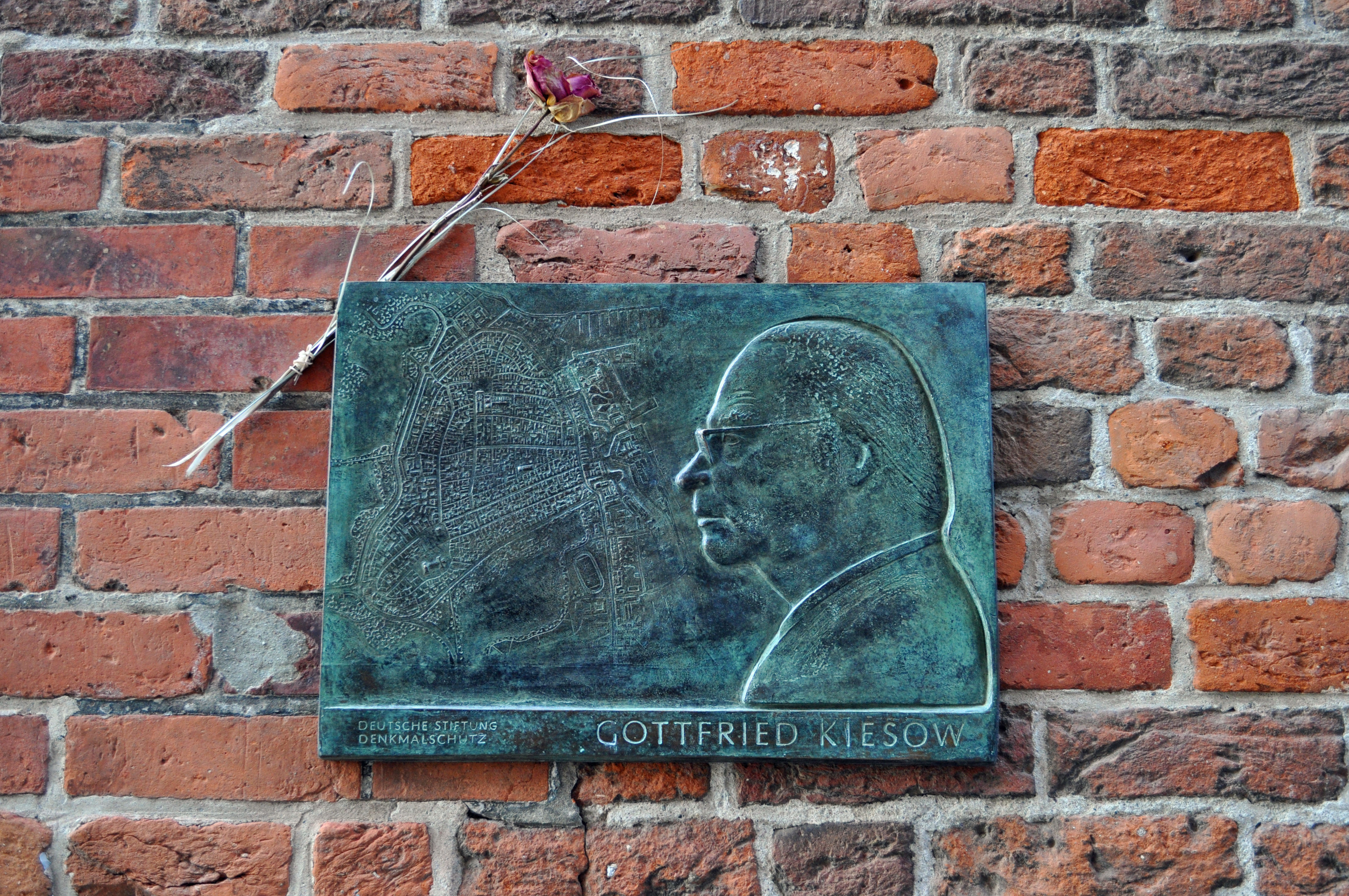
Gedenktafel am Stralsunder Rathaus

## Leben und Wirken
Der Sohn eines Pfarrers und jüngere Bruder von Ernst-Rüdiger Kiesow besuchte die Schule in Osterburg (Altmark), flüchtete im Jahr 1950 aus der Deutschen Demokratischen Republik (DDR), legte 1951 sein Abitur in West-Berlin ab und begann an der Georg-August-Universität Göttingen ein Studium der Fächer Kunstgeschichte, Klassische Archäologie, Geschichte und Theaterwissenschaft. 1956 wurde er in Göttingen bei Heinz Rudolf Rosemann mit einer Arbeit zum Thema Das Maßwerk in der Deutschen Baukunst bis 1350 zum Dr. phil. promoviert. 1957 wurde er Mitarbeiter des niedersächsischen Landeskonservators Oskar Karpa und wirkte zwei Jahre an der Inventarisation von Stadt und Landkreis Stade mit, deren Kunstdenkmälerband 1960 erschien. 1959 erhielt er ein zweijähriges Forschungsstipendium am Kunsthistorischen Institut in Florenz, wo er die gotische Architektur der Toskana studierte. Anschließend kehrte er 1961 in die niedersächsische Denkmalpflege zurück und war als Konservator zunächst zuständig für den Regierungsbezirk Hannover, dann den Regierungsbezirk Braunschweig.
Am 1. November 1966 trat Kiesow in Nachfolge von Hans Feldtkeller als Landeskonservator von Hessen an. Zum 24. September 1974 wurde er erster Direktor, später Präsident, des aufgrund des Hessischen Denkmalschutzgesetzes neu gegründeten Landesamtes für Denkmalpflege Hessen, eine Stelle, die er bis zur Pensionierung 1996 innehatte. Daneben war er als Honorarprofessor für das Fach Kunstgeschichte an der Universität Frankfurt am Main tätig. Angeregt durch positive Erfahrungen englischer Denkmalschützer, gründete er zusammen mit Spitzenmanagern der deutschen Wirtschaft 1985 die Deutsche Stiftung Denkmalschutz, deren Vorstandsvorsitzender er von 1994 bis Ende 2010 war. Im Januar 2011 übernahm er die Funktion des Vorsitzenden des Kuratoriums dieser Stiftung.
Gottfried Kiesow sah ab 1989 den Schwerpunkt seiner Tätigkeit bei der Deutschen Stiftung Denkmalschutz in der Rettung der marode gewordenen Baudenkmale in der ehemaligen DDR, wo er sehr erfolgreich tätig wurde. Das Vorzeigeprojekt war die Georgenkirche in Wismar. Die Rettung der Altstädte von Stralsund und Wismar führte schließlich auch zu ihrem Status als UNESCO-Welterbe.
Kiesows Idee, ein „Kompetenzzentrum für die Revitalisierung historischer Städte“ in Görlitz zu schaffen, hat zur Einrichtung der Stiftungsprofessur „Stadterneuerung und Stadtforschung“ an der Fakultät Architektur der Technischen Universität Dresden geführt. Für sein Engagement wurde ihm am 15. Januar 2004 die Ehrendoktorwürde der Universität verliehen.
Er war Vorsitzender der Expertengruppe „Städtebaulicher Denkmalschutz“ beim Bundesministerium für Verkehr, Bau und Stadtentwicklung und Ehrenmitglied der Sächsischen Akademie der Künste. Bis Ende 2010 war er Kuratoriumsmitglied der Deutschen Stiftung Welterbe.
Aus seinem Privatvermögen begründete Gottfried Kiesow die „Ingeborg und Gottfried Kiesow-Stiftung“ unter der Treuhandschaft der Deutschen Stiftung Denkmalschutz. Laut Satzungsauftrag soll sie die Pflege alter Handwerkstechniken und das Wissen darum fördern. Dazu gehört insbesondere die Förderung der DenkmalAkademien in Romrod, Görlitz und Frankfurt-Höchst, des Görlitzer „Fortbildungszentrums für Handwerk und Denkmalpflege“ sowie der Jugendbauhütten, jeweils Einrichtungen der Deutschen Stiftung Denkmalschutz.
Gottfried Kiesow lebte viele Jahre in Wiesbaden und setzte sich für die Aufnahme der Stadt in die UNESCO-Welterbe-Liste ein. Neben der Denkmalpflege war er zudem für die Freie Demokratische Partei (FDP) als Stadtverordneter und Kreisvorsitzender kommunalpolitisch tätig. Bei der Landtagswahl in Hessen 1983 kandidierte er für seine Partei im damaligen Wahlkreis Wiesbaden III, verpasste aber den Einzug in den Landtag. Seit 2006 war er Ehrenbürger von Wiesbaden, wo er am 7. November 2011 im Alter von 80 Jahren an einem Krebsleiden verstarb.

## Auszeichnungen und Würdigungen
- 1972: Außerordentliches Mitglied des BDA Hessen.[7]
- 1981: Bundesverdienstkreuz am Bande
- 1995: Ehrenbürger von Görlitz[8]
- 1996: Bundesverdienstkreuz 1. Klasse
- 1997: Ehrenbürger von Morschen
- 1997: Bürgermedaille in Gold der Stadt Wiesbaden
- 1998: Ehrenbürger von Quedlinburg (siehe Foto rechts)
- 2000: Großes Verdienstkreuz des Bundesverdienstkreuzes
- 2001: Hessischer Kulturpreis
- 2002: Kulturpreis des Landes Mecklenburg-Vorpommern
- 2004: Ehrenbürger von Stralsund
- 2004: Ehrenbürger von Wismar[9]
- 2004: Ehrenbürger von Zittau[10][11]
- 2006: Ehrenbürger von Romrod
- 2006: Ehrenbürger von Wiesbaden
- 2006: Goldener Ehrenring der Stadt Dinkelsbühl
- 2007: Europa-Nostra-Medaille 2006 für das Lebenswerk[12]
- 2008: Ehrengabe des Historischen Vereins Alt-Dinkelsbühl e. V.
- 2009: Rauch-Plakette der Stadt Arolsen[13]
- 2010: „Einheitspreis“ der Superillu
- 2010: Tourismuspreis Mecklenburg-Vorpommern
- 2011: Deutscher Nationalpreis der Deutschen Nationalstiftung[14]
- 2014: Kavalierskreuz des Verdienstordens der Republik Polen, postum am 30. Mai 2014.

Am 7. November 2012 wurde aus Anlass seines ersten Todestages der Platz zwischen der Görlitzer Peterskirche und dem Vogtshof von der Stadt Görlitz Gottfried-Kiesow-Platz benannt. Am 9. September 2012 weihte die Stadt Zittau einen nach Gottfried Kiesow benannten Prof.-Kiesow-Weg in der denkmalgeschützten Parkanlage Grüner Ring ein. 2021 benannte die Stadt Wiesbaden im Nerotal den Gottfried-Kiesow-Platz.

## Schriften
- Das Maßwerk in der deutschen Baukunst bis 1350. Phil. Diss. Göttingen 1957. (DNB 480675791)
- Die Kunstdenkmale des Landes Niedersachsen, Die Kunstdenkmale der Stadt Stade. Als Bearbeiter, zusammen mit Carl-Wilhelm Clasen, Oskar Kiecker. 2 Bände. Deutscher Kunstverlag, München 1960. (Nachdruck: Wenner, Osnabrück 1980)
- Zur Baugeschichte des Florentiner Domes. In: Mitteilungen des Kunsthistorischen Institutes in Florenz, Bd. 10, Heft 1 (Mai 1961) S. 1–22. (Digitalisat)
- Schloss Marienburg (= Große Baudenkmäler, 178). Deutscher Kunstverlag, München/Berlin 1963 (DNB 452401429);  6. Auflage 1977; 13. Auflage 1995.
- mit Jannes Ohling: Ostfriesland im Schutze des Deiches. Band 4: Ostfriesische Kunst. Schuster, Leer 1969, DNB 457744405.
- Schloss Hämelschenburg (= Große Baudenkmäler, 202). Deutscher Kunstverlag, München 1966; 2. Auflage, Deutscher Kunstverlag München/Berlin 1973, DNB 750155418; 9. Auflage 1996.
- mit Heinrich Klotz, Roland Günter: Keine Zukunft für unsere Vergangenheit? Denkmalschutz und Stadtzerstörung. Schmitz, Gießen 1975, DNB 760425310.
- als Bearbeiter: Handbuch der deutschen Kunstdenkmäler. Teil: Teil: Bremen, Niedersachsen. Deutscher Kunstverlag, München/Berlin 1977, ISBN 3-422-00348-7.
- mit Ina-Maria Greverus, Reinhard Reuter: Das hessische Dorf. Insel-Verlag, Frankfurt am Main 1981, ISBN 3-458-14782-9.
- Einführung in die Denkmalpflege. Wissenschaftliche Buchgesellschaft, Darmstadt 1982, ISBN 3-534-08662-7.
- Romanik in Hessen. Theiss, Stuttgart 1984, ISBN 3-8062-0367-9.
- Schloss Biebrich am Rhein. Seyfried, Wiesbaden 1985, DNB 871198932.
- als Herausgeber: Naturwerkstein in der Denkmalpflege. Handbuch für den Steinmetzen und Steinbildhauer, Architekten und Denkmalpfleger. Ebner, Ulm 1987, ISBN 3-87188-140-6.
- Gotik in Hessen. Theiss, Stuttgart 1988, ISBN 3-8062-0292-3.
- Romanik in Hessen. Theiss, Stuttgart 1998, ISBN 3-8062-1350-X.
- mit Claudia Christina Hennrich: Schloß Stolberg im Harz. Deutsche Stiftung Denkmalschutz, Bonn 1999, ISBN 3-936942-43-9.
- Gesamtkunstwerk – Die Stadt. Zur Geschichte der Stadt vom Mittelalter bis in die Gegenwart. Deutsche Stiftung Denkmalschutz, Bonn 1999, ISBN 3-936942-08-0.
- Kulturgeschichte sehen lernen. 5 Bände. Deutsche Stiftung Denkmalschutz, Bonn 2000–2011, ISBN 978-3-86795-052-7.[20]
- mit Renate Gruber: Baukunst in Hessen. Von der Romantik zur Moderne. Theiss, Stuttgart 2000, ISBN 3-8062-1374-7.
- Denkmalpflege in Deutschland. Eine Einführung. Theiss, Stuttgart 2000, ISBN 3-8062-1488-3.
- mit Christiane Rossner, Angela Pfotenhauer: Backsteingotik. Deutsche Stiftung Denkmalschutz, Bonn 2000, ISBN 3-936942-10-2.
- mit Béatrice Busjan: Gebrannte Größe – Wege zur Backsteingotik. Band 2: Wismar – Bauten der Macht. Deutsche Stiftung Denkmalschutz, Bonn 2000, ISBN 3-936942-24-2.
- mit Ingrid Scheurmann, Hans-Christian Feldmann, Katja Hoffmann: Kulturerbe bewahren. Band 3: Schlösser, Burgen, Parks. Deutsche Stiftung Denkmalschutz, Bonn 2004, ISBN 3-936942-44-7.
- Wege zur Backsteingotik. Eine Einführung. Deutsche Stiftung Denkmalschutz, Bonn 2003, ISBN 978-3-936942-34-7.
- mit Thomas Gruner: Backsteingotik in Mecklenburg-Vorpommern. Hinstorff, Rostock 2004, ISBN 978-3-356-01032-9.
- Das verkannte Jahrhundert. Der Historismus am Beispiel Wiesbadens. Deutsche Stiftung Denkmalschutz, Bonn 2005, ISBN 978-3-936942-53-8.
- Architekturführer Wiesbaden. Die Stadt des Historismus. Deutsche Stiftung Denkmalschutz, Bonn 2006, ISBN 978-3-936942-71-2.
- mit Andreas Grüger: Stralsund. Visite des Welterbes. Deutsche Stiftung Denkmalschutz, Bonn 2007, ISBN 978-3-936942-94-1.
- Architekturführer Ostfriesland. Natur- und Kulturlandschaft. Deutsche Stiftung Denkmalschutz, Bonn 2009, ISBN 978-3-86795-021-3.

### Nachrufe
- Thomas Weichel (Hrsg.): Zum Gedächtnis an Prof. Dr. Gottfried Kiesow. Das „Wiesbadener Programm“ und seine Bedeutung für den Kirchenbau. Landeshauptstadt Wiesbaden, Wiesbaden 2016, DNB 1119948061.
- Gerd Weiß: Nachruf – Gottfried Kiesow im Alter von 80 Jahren verstorben. In: Die Denkmalpflege. 2/2011, S. 204–205. (PDF auf deutsch-polnische-stiftung.de, abgerufen am 29. September 2024; PDF auf degruyter.com, abgerufen am 29. September 2024; PDF auf academie.edu, abgerufen am 29. September 2024)
- Adolf Theisen: Größter Görlitzer Schutzengel. In memoriam Prof. Gottfried Kiesow. In: Schlesien heute, Heft 12/2011, S. 22. (PDF auf deutsch-polnische-stiftung.de, abgerufen am 29. September 2024)
- Urs Boeck: Zum Tod von Gottfried Kiesow. In: Berichte zur Denkmalpflege in Niedersachsen, Jg. 31, 2011, Heft 4, S. 267–268. (Digitalisat)
- Nachruf für Prof. Dr. Dr. Gottfried Kiesow. In: Amtsblatt der Großen Kreisstadt Görlitz, Nr. 24/20. Jahrgang, 22. November 2011, S. 7. (PDF auf goerlitz.de, abgerufen am 29. September 2024)
- Hans-Günther Lucke: Unermüdlicher Einsatz für den Nordwesten. Zum Tode von Gottfried Kiesow. In: Kulturland Oldenburg, Ausgabe 4/2011, Nr. 150, S. 52. (PDF auf oldenburgische-landschaft.de, abgerufen am 29. September 2024)

- Fünf Traueranzeigen und Nachrufe, auf sz-trauer.de
- Rainer Beichler: Gottfried Kiesow gestorben – Nachruf, auf eisenachonline.de, 14. November 2011
- Trauer um Prof. Gottfried Kiesow (80) – „Großer Verlust für den Denkmalschutz“. In: Osthessen-News.de, 15. November 2011
- Ira Mazzoni: Gottfried Kiesow (1931–2011). In: db-bauzeitung.de, 2. Januar 2012
- Vermächtnis eines Denkmalpflegers (Gottfried Kiesow) – »Der Dank an die Vergangenheit«. In: Rotary.de, 4. Januar 2012
- Nachruf für Prof. Dr. Gottfried Kiesow (1931–2011), auf BDA-Hessen.de, 15. Februar 2012
- Hans-Werner Klein: Denkmalschutz mit ganzem Herzen. Ein Nachruf auf Gottfried Kiesow, auf rotary.de, 1. März 2013